# Gamla stadshuset, Trollhättan
Gamla Stadshuset är en byggnad, som uppfördes 1916 för att bli stadshus i Trollhättan, som fick stadsrättigheter samma år. Dessförinnan hade kommunala sammanträden skett i Gamla tingshuset vid Karl Johans torg. Byggnaden ritades Yngve Rasmussen och Karl M. Bengtsson.
På platsen fanns tidigare ett gästgiveri. Det ersattes 1869 av Grand hotel, som revs 1913. Därefter uppfördes den nyblivna stadens första stadshus i nationalromantisk stil i mörkrött tegel med bottenvåningen i kalksten.
I huset inrymdes också stadens stadshotell samt polisstation. Byggnaden var stadshus till 1982, då ett nytt kommunhus uppfördes på Gärdhemsvägen 9. Huset har därefter i sin helhet varit Hotel Scandic Swania.